# Сираиси, Асима
Асима Сираиси (англ. Ashima Shiraishi, яп. 白石 阿島 Сираиси Асима; род. 3 апреля 2001, Нью-Йорк, Нью-Йорк) — американская скалолазка японского происхождения, известная как одна из сильнейших скалолазок-юниоров среди обоих полов. Газета Нью-Йорк Таймс назвала её «боулдеринговым феноменом», а журнал Outside Magazine — «молодым потрясением».

## Биография
Асима Сираиси начала лазать в 6 лет. Когда они всей семьей гуляли в Центральном парке Нью-Йорка, она присоединилась к скалолазам на боулдеринговом камне Rat Rock. Родители поддержали её увлечение и приводили лазать каждый день, а когда похолодало, отец (известный как Poppo) отвел её в боулдеринговый зал. Её родители не занимаются скалолазанием, но сопровождают её в поездках и на соревнованиях. Отец Сираиси — профессиональный танцор японского танца буто, помог ей научиться грациозным движениям.
Асима стала известна прохождением сложных боулдерингов в очень молодом возрасте. В 8 лет она пролезла боулдеринг Power of Silence (7C+[неизвестный термин]), в 9 — Chablanke (8A/8A+), Roger in the Shower (8A) и несколько других сложных боулдерингов. В 10 Асима пролезла Crown of Aragorn (8B). Она прошла эти боулдеринги в самом молодом для скалолазания возрасте, и стала третьей женщиной в мире, пролезшей боулдеринг категории сложности 8B.
Асима также превосходно лазает сложность. В октябре 2012 года в 11 лет она прошла Southern Smoke (8с+) в ущелье Ред-Ривер. Она самая молодая среди скалолазов, прошедших маршрут такой категории сложности.
В 2013 году Асима продолжила прогрессировать в боулдеринге и сложности, добавив такие прохождения, как маршрут Céüse (8B+), ещё два боулдеринга 8B One Summer in Paradise и Automator и в конце ещё два маршрута 8с+ 24 Karats и 50 Words for Pump.
В 2014 году Асима в возрасте 13-ти лет стала второй скалолазкой в мире, которая смогла пройти боулдеринговую проблему 8B+ «Золотая тень» («Golden Shadow») в южноамериканском районе Рокландс (Rocklands). До этого боулдеринг такой же сложности смогла пролезть только японка Томоко Огава.
В марте 2015 года Асима за 4 дня пролезла маршрут Open Your Mind direct 9a/+. Раньше маршрут имел категорию 9a, но после того, как была отломана одна из ключевых зацепок на трассе, категория была повышена. До этого маршрут такой категории среди женщин пролезала только Хосуне Березиарту (Bimbaluna 9a/+).
Всего через четыре дня после Open Your Mind direct, Асима пролезла маршрут Ciudad de Dios. Этот маршрут многие опытные скалолазы (Эду Марин, Якоб Шуберт, Магнус Мидтбо) назвали трудной 9a или 9a/+. При этом Асима отметила, что этот маршрут показался ей проще, чем Open Your Mind direct.
22 марта 2016 года Асима пролезла боулдеринговый маршрут Horizon сложностью 8C (V15). Таким образом, она стала первой женщиной и самым юным скалолазом в истории, кому покорилась трасса этой категории. Первое прохождение маршрута сделал японец Дай Коямада, за плечами которого на тот момент было несколько боулдерингов 8C. Тогда он сказал про этот маршрут, что это определённо сложнейший боулдеринг, который он когда-либо пролезал.
По состоянию на 2016 год, Асима является одним из лидеров женского скалолазания с двумя боулдеринговыми трассами 8B+ и одной 8C и двумя спортивными маршрутами сложности 9a/+ в активе.

## Интересные факты
Цитата от Асимы: «Я обычная 11-летняя девочка во всем, что не касается скалолазания».
Для мотивации она много раз просматривала видео с Крисом Шармой.

## Лучшие прохождения

### Сложность
- Southern Smoke (8с+)
- Lucifer (8с+)
- 24 Karats (8с+)
- 50 Words for Pump (8с+)
- Omaha Beach (8b+) флеш
- Open Your Mind Direct (9a/+)
- Ciudad de Dios (9a/+)

### Боулдеринг
- Black Demon (8A) флеш[15]
- Chblanke (8A/8A+)
- Roger in the Shower (8A)
- Crown of Aragorn (8B)
- Ashimandala (8A)
- One Summer in Paradise (8B)
- The Automator (8B)
- Golden Shadow (8B+)
- The Swarm (8B+)
- Horizon (8C)